# ふるさとに人あり
『トマト銀行プレゼンツ ふるさとに人あり』（トマトぎんこうプレゼンツ ふるさとにひとあり）とは、テレビせとうちで2015年6月28日から11月22日まで月1回に放送されたドキュメンタリー番組。全6回。トマト銀行の一社提供。

## 概要
テレビせとうちの開局30周年を記念して放送された。毎回岡山・香川ゆかりの人物が1人登場し、故郷の思い出のほか現在の道に進んだ理由やそれまでの道のりなどを紹介していく。

## 放送時間
第4日曜日　10:30 - 11:00
- 第1回　2015年6月28日
- 第2回　2015年7月26日
- 第3回　2015年8月23日
- 第4回　2015年9月27日
- 第5回　2015年10月25日
- 第6回　2015年11月22日

放送2日後の水曜日（火曜日深夜）26:10 - 26:40に再放送された。

## 出演者
- 中島有香（テレビせとうちアナウンサー、聞き手）

- 第1回 - 大橋洋治（ANAホールディングス相談役）
- 第2回 - 何森健（香川大学名誉教授）
- 第3回 - 古林恒雄（華鐘コンサルタントグループ代表）
- 第4回 - あさのあつこ（作家）
- 第5回 - 伊勢崎淳（備前焼作家）
- 第6回 - 江草安彦（旭川荘名誉理事長、放送前の3月に死去）